# Renier Snieders
Jan Renier Snieders (Bladel, 22 november 1812 – Turnhout, 9 april 1888) was een Nederlands letterkundige, arts en schrijver. Renier was de oudere broer van August Snieders.

## Levensloop
Snieders studeerde medicijnen te Leuven en studeerde af in 1838, waarna hij zich als geneesheer vestigde in de Otterstraat te Turnhout. Bij een uitgebreide praktijk en het ambt van wetsdokter, voegde de geneesheer de verzorging der armen van het bureel van weldadigheid en de gezondheidsdienst in de gevangenis, het gasthuis, het H. Graf-gesticht en het godshuis van grijsaards en wezen.
Snieders speelde een grote rol in het culturele leven van de stad. Hij was voorzitter van het Davidsfonds en schreef zelf heel wat romans over het Kempische dorpsleven, waarin hij zijn onbedorven heem met onbetwistbaar talent beschreef. Zijn stijl was zuiver en kleurrijk, zijn verteltrant vlot. De humor nam een aanzienlijke plaats in, toch kende de dokter in zijn leven veel tegenslag: zijn dochters overleden achtereenvolgens in 1864, 1870 en 1888. Zijn vrouw stierf in 1883 en een van zijn twee zonen kwam in 1884 bij een brand om het leven.
Samen met zijn jongere broer August Snieders en met Hendrik Conscience was Jan Renier een van de grootste volksschrijvers van het herlevende Vlaanderen. Hij schreef in de trant van Conscience: even conservatief, maar realistischer, bezadigder en minder idealiserend van toon. Na 1870 kreeg zijn oeuvre een uitgesproken rooms-katholieke tendens en trok hij van leer tegen de Geuzen die ten tijde van de Schoolstrijd de religieuze tradities van zijn volk belaagden. In 1887 werd hij benoemd tot eredokter in de wijsbegeerte en letteren aan de Katholieke Universiteit van Leuven. Dr. J. Renier Snieders overleed in Turnhout op 9 april 1888. Op initiatief van het Davidsfonds en in aanwezigheid van Stijn Streuvels werd op 14 september 1930 een monument voor hem onthuld op het Patersplein. Dit monument is een ontwerp van architect De Mol en beeldhouwer Alfons Strijmans (gerealiseerd door Jef Strijmans).
Ook geëerd werd hij in zijn geboorteplaats Bladel, terwijl zijn naam voortleeft in het Renier Sniederspad, een GR-pad van Bladel naar Antwerpen.

## Bibliografie

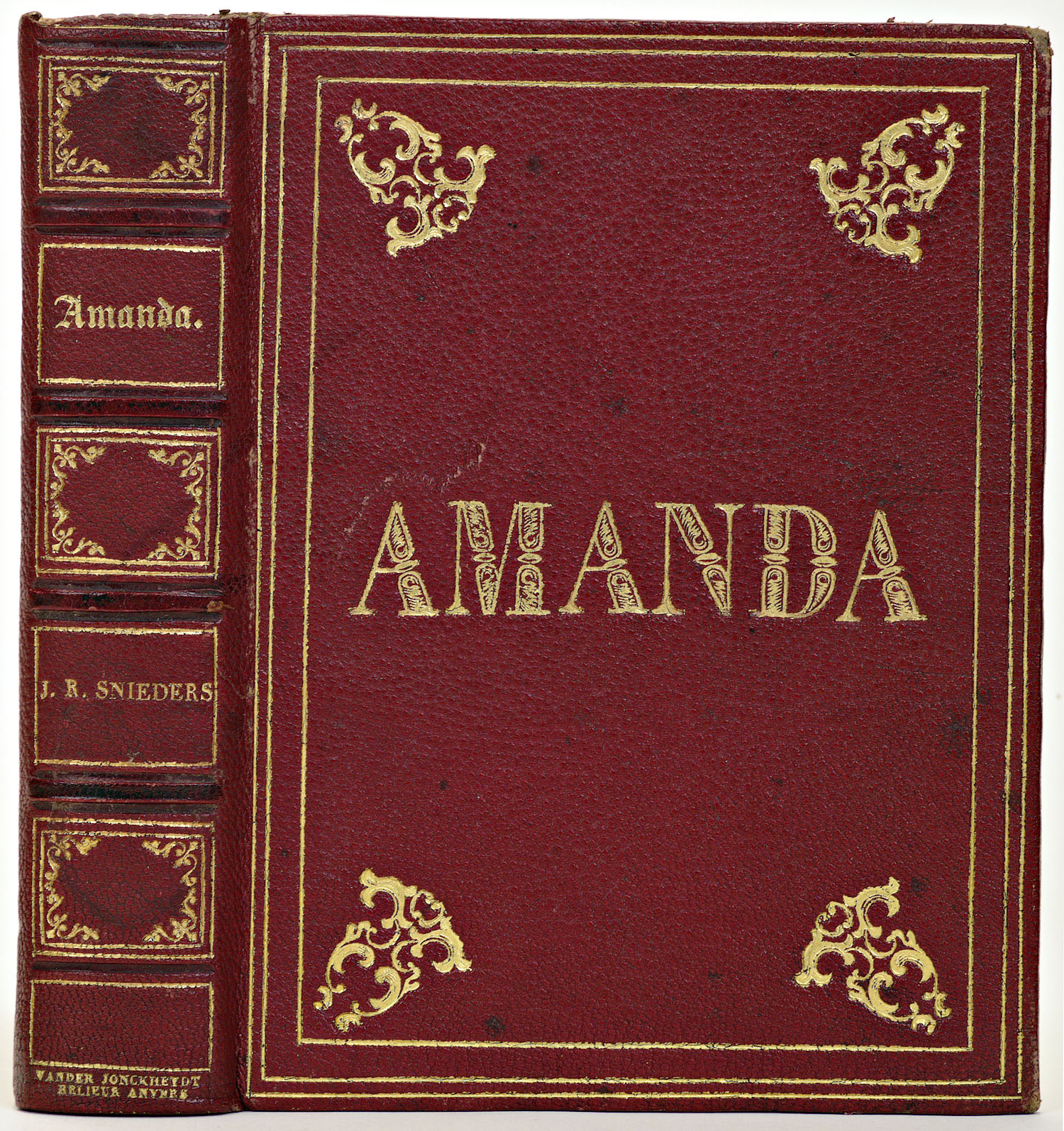
Een uitgave van Amanda in rood segrijn.

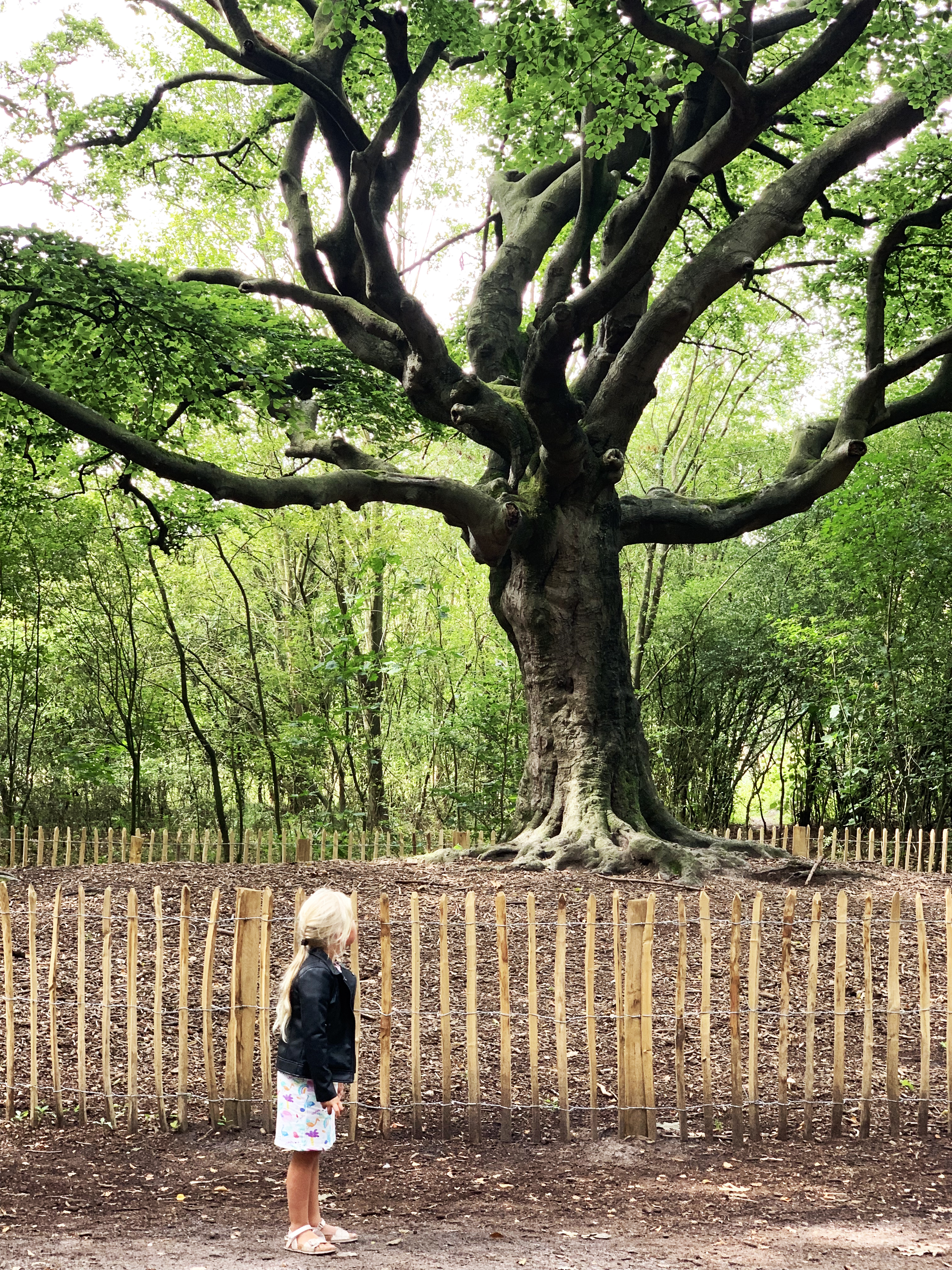
De Bladelse Heksenboom die nog altijd herinnert aan het streekverhaal Het kind met den helm uit 1852.